# Esquerda caviar
Esquerda caviar (em francês: Gauche caviar) é um termo pejorativo originário da língua francesa utilizado para descrever alguém que se diz ser socialista mas leva uma vida de luxos e glamour. O termo indica que estas pessoas não são coerentes com as suas crenças, supondo que pregam algo (uma sociedade socialista) mas beneficiam do sistema capitalista. Termos análogos podem ser champagne socialist no Reino Unido, Limousine Liberal nos Estados Unidos, radical chic em Itália, Chardonnay socialist na Austrália, Salonkommunist (comunista de salão) na Alemanha, red set no Chile, ou esquerda festiva no Brasil, embora de 2013 em diante o termo esquerda caviar tenha se tornado cada vez mais comum no país (em Portugal, esquerda festiva não é muito usado e não é análogo a esquerda caviar).

## História
O dicionário Petit Larousse define esquerda caviar como uma expressão pejorativa para se referir ao "progressivismo combinado com um gosto pela alta sociedade e situações adquiridas". O jornalista brasileiro Mino Carta define gauche caviar como "representantes do chique radical".
A expressão surgiu como um neologismo político na década de 1980, sendo empregada pelos detratores do governo de François Mitterrand. De acordo com o historiador e diplomata aposentado Sérgio Romano, que não considera Mitterand integrante da gauche caviar, este grupo é sempre cortejado pelos governantes.
No governo de Miterrand, ela protegeu os membros da luta armada italiana dos anos de chumbo. De acordo com Romano, a gauche caviar arrancou de Mitterand, pois sabia de sua maior fraqueza, a chamada "doutrina Mitterand": os que participaram de luta armada, desde que dela renunciassem, podiam residir na França, sem risco de extradição. A maior fraqueza de Mitterand decorria do fato ter sido, no curso da Segunda Guerra Mundial, colaborador condecorado do governo da França de Vichy, de caráter fascista.
Ségolène Royal foi descrita como gauche caviar quando foi revelado em 2007 pela imprensa francesa que ela não estava pagando o imposto de renda. A utilização do termo foi muito prejudicial para sua campanha à presidência da República. Da mesma forma, Bernard Kouchner e sua esposa Christine Ockrent, figuras importantes do Partido Socialista foram rotulados com o termo. Isto não prejudicou, entretanto, a nomeação dele ao cargo de Ministro de Assuntos Externos por Nicolas Sarkozy, não foi prejudicada pela utilização do termo (ele foi expulso do PS por participar da coalizão da UMP).
O governo do presidente Sarkozy, aproximou-se da gauche caviar e muitos deste grupo (como o já citado Kouchner) assumiram cargos no governo. A própria primeira-dama francesa, Carla Bruni, é considerada musa da gauche caviar por alguns.
A revista semanal Le Nouvel Observateur, é descrita por muitos como "órgão semi-oficial dos gauche caviar franceses".

### No Brasil
O jurista Wálter Fanganiello Maierovitch, comentando sobre o caso de extradição do ex-terrorista italiano Cesare Battisti no seu blog Sem Fronteiras, se referiu a Fred Vargas, Bernard-Henry Lévy, Daniel Pennac e demais intelectuais do Partido Verde da França que defendem Battisti, como membros da gauche caviar. Ele defende que a gauche caviar se opunha ao eurocomunismo: "a gauche caviar gostava, sempre sem sair dos salões, dos revolucionários que, pela força das armas, tinham por meta conquistar o poder".
Fazendo uma analogia à esquerda brasileira, Maierovitch diz que a gauche caviar seria, no Brasil, "a nossa esquerda festiva, que freqüenta a coluna social, só voa em jatinhos particulares, pede vinho com base na fama do rótulo, escolhe restaurantes cinco estrelas e divide a mesa com reacionários como o falecido Antonio Carlos Magalhães". Em entrevista a Kennedy Alencar na RedeTV!, o ministro da Defesa Nelson Jobim afirmou que o episódio conhecido como falsificação da Constituição de 1988 não passou de "uma saída política" construída pela "gauche caviar paulista". Ele, entretanto, não define o que seria esta "gauche caviar paulista".
O termo também é utilizado pelo economista Rodrigo Constantino em seu livro, Esquerda Caviar (Editora Record), onde atualiza o termo "esquerda festiva" em uma análise da ideologia e prática de artistas e intelectuais do Brasil e do mundo. O título do livro visa explanar a hipocrisia dos que defendem causas nobres muito mais para parecerem "legais" do que por causa dos resultados concretos daquilo que pregam.

#### Esquerda Ballantine's
No Brasil, especialmente durante as décadas de 70 e 80 do século XX, esquerda Ballantine's designava pessoas de renda elevada - principalmente artistas de sucesso e intelectuais populares - partidárias do socialismo e/ou comunismo e críticas do regime político da época, as quais supostamente discutiam a solução dos problemas nacionais bebendo whisky escocês, bebida cara em função das restrições impostas pela política de substituição de importações.
A metáfora criticava a dissonância  entre a pregação e do modo de vida de tais indivíduos.

### Em Portugal
Em Portugal, o epíteto "esquerda caviar" é frequentemente atribuído ao Bloco de Esquerda com a implicação que grande parte dos seus dirigentes e apoiantes viriam das classes sociais mais favorecidas.

### Na Inglaterra
Champagne socialist (em português:  Socialista do champanhe) é um termo pejorativo surgido na Grã-Bretanha. Se refere aos políticos do Partido Trabalhista que advogam em defesa dos pobres, seguindo a ideologia socialismo, mas que desconsideram os ideais socialistas em sua vida diária. Os socialistas do champanhe afirmam ser contra o sistema capitalista, mas acabam trabalhando e prosperando, de maneira feliz, dentro do mesmo. O termo é geralmente utilizado por membros do Partido Conservador para mostrar seus adversários ao público como hipócritas.

#### História
O termo surgiu a partir da percepção de que muitos socialistas propunham brindes com champanhe a outros membros do movimento socialista britânico. Um conceito similar, foi descrito pelo filósofo do século XIX Alexander Herzen, que escreveu o seguinte em seu livro Da Outra Margem (1855): "São eles, nenhum outro, que estão morrendo de frio e fome (…) enquanto você e eu estamos em nossas salas no primeiro andar, conversando sobre o socialismo, sobre produtos de pastelaria e champanhe".
Os leitores do Daily Mirror, um tablóide de centro-esquerda, cujos pontos de vista são criticados por membros da esquerda britânica como um tanto quanto tímidos, são por vezes chamados de "socialistas cava" ou "socialistas asti". Cava e asti são dois tipos de vinho espumante barato oriundos da Espanha e da Itália respetivamente. Um termo comparável, empregado na primeira metade do século XX, foi liberal limousine (liberal de limusine), ainda utilizado nos Estados Unidos. O termo Bollinger bolshevik (Bolchevique da Bollinger) é utilizado no mesmo sentido. A Bollinger é uma famosa marca francesa de champanhes.